# Miroslava Skleničková
Miroslava Skleničková (Denková) (11. března 1951, Karlovy Vary) je bývalá česká sportovní gymnastka, reprezentantka Československa a držitelka stříbrné medaile v soutěži družstev žen z LOH 1968.